# Ture Ödlund
Ture Ödlund (* 15. Mai 1894 in Njurunda; † 12. Dezember 1942 in Stockholm) war ein schwedischer Curler.
Ödlund spielte als Third in der schwedischen Mannschaft bei den I. Olympischen Winterspielen 1924 in Chamonix im Curling. Die Mannschaft gewann die olympische Silbermedaille.

## Erfolge
- 2. Platz Olympische Winterspiele 1924